# Голый пистолет
«Голый пистолет: из архивов Полицейского отряда!» (англ. The Naked Gun: from the Files of Police Squad!) — американская комедия в жанре пародии, выпущенная режиссёром Дэвидом Цукером в 1988 году. В главной роли — Лесли Нильсен. «Голый пистолет» открывает трилогию кинокартин о работе сотрудника «летучего отряда полиции», пародирующую «полицейские» сериалы. В нём содержатся комические аллюзии на эпизоды американского телесериала «Коломбо», цикла о Джеймсе Бонде, пенталогии о «Грязном Гарри» (включая одноимённую картину) и ряда других известных фильмов.
Создан на основе телевизионного сериала «Полицейский отряд!».

## Сюжет
Фильм начинается со встречи в Бейруте между антиамериканскими лидерами аятоллой Хомейни, Михаилом Горбачёвым, Ясиром Арафатом, Муаммаром Каддафи, Иди Амином и Фиделем Кастро, а также одним из лидеров арабских террористов Папшмиром. Члены этой группы готовят теракт против США, и лейтенант Фрэнк Дребин, который выдавал себя за официанта, избивает всех заговорщиков и издевается над ними. Прежде чем выпасть из окна, Фрэнк стирает родимое пятно с лысины Горбачёва, а с головы Хомейни сбивает чалму.
Тем временем в Лос-Анджелесе коллега Фрэнка — детектив Нордберг, расследующий операцию по перевозке героина в морской гавани, — подвергается нападению бандитов под руководством наркобарона Винсента Людвига и едва не погибает. Получив сообщение об этом происшествии от своего шефа, капитана Эда Хокена, Дребин навещает в больнице пострадавшего, который предоставляет загадочные улики, в том числе картину корабля Людвига, на борту которого была организована сделка. Позже Фрэнк знакомится с полицейским учёным Тэдом Олсоном — изобретателем запонки, стреляющей дротиками с парализующим веществом. Через Тэда Фрэнк узнаёт, что куртка Нордберга дала положительный результат на героин. Полицейский отряд Лос-Анджелеса отвечает за безопасность королевы Елизаветы II и Эд говорит Фрэнку, что у него есть 24 часа, чтобы найти доказательства невиновности Нордберга, прежде чем мир получит информацию о событиях, которая отвлечет внимание от визита королевы.
Когда Фрэнк посещает Людвига в офисе, тот узнаёт от Дребина, что Нордберг всё ещё жив. Во время этого визита Фрэнк убивает (нечаянно) принадлежащую наркобарону бесценную рыбку-самурая и встречает ассистентку Людвига Джейн Спенсер, в которую моментально влюбляется. Однако девушка не знает о незаконной деятельности своего работодателя. После того как Фрэнк покидает офис, Людвиг встречается с участником бейрутской встречи Папшмиром, чтобы обсудить заговор против королевы. За 20 млн долларов Людвиг берется выполнить задание. Папшмир спрашивает исполнителя, как тот планирует действовать. Людвиг объясняет, что с помощью звуковой сигнализации создаст убийцу, реализующего постгипнотическое внушение. Людвиг предпринимает неудачную попытку убить Нордберга, в то время как Фрэнк преследует загипнотизированного доктора. Погоня заканчивается гибелью доктора при взрыве фейерверков и разрушением всего на пути Фрэнка, оставляя мотив убийства неизвестным.
По просьбе Людвига Джейн посещает Дребина и начинает помогать лейтенанту в поиске преступников. Ночью Фрэнк возвращается в офис Людвига и находит записку от Папшмира на имя Людвига о переводе 20 миллионов на счет в швейцарском банке, которая подтверждает его подозрения. Дребин ненароком устраивает пожар, который уничтожает записку и весь офис Людвига. Позже Фрэнк вступает в стычку с одним из прихвостней Людвига на его фабрике в скотобойне и топит его в чане с ядовитыми отходами. На приёме в честь прибытия королевы Дребин, ошибочно истолковав представление Елизавете II Людвигом мушкета как нападение на неё, пытается защитить высокую гостью, но предпринятые им действия только вызывают большие проблемы, в результате чего лейтенанта увольняют из полиции. В дальнейшем Джейн узнаёт о заговоре и сообщает Фрэнку, что план будет выполнен на бейсбольном матче «Калифорнийских Ангелов» во время седьмого иннинга, а совершит действие один из игроков.
Во время бейсбольного матча Дребин выдаёт себя за тенора Энрико Палаццо, выступление которого заканчивается фиаско. Чтобы искать игроков, Фрэнк выбивает судью с бейсбольной битой и занимает его место, обыскивая игроков с целью обнаружения оружия, пока они находятся на бите. В начале седьмого иннинга Людвиг активирует своего «спящего» Реджи Джексона. Фрэнк гонится за Джексоном и хватает его, но тому удаётся уйти, когда из-за действий Фрэнка начинается драка между игроками двух команд. Винсент Людвиг сбегает вместе с Джейн, которую он берет в заложники. Джексон собирается убить королеву из пистолета. Фрэнк пытается обезвредить Джексона, но промахивается и попадает в толстую женщину на верхнем ярусе. Пострадавшая, потеряв сознание, падает через перила и придавливает террориста, тем самым спасая жизнь королеве.
Фрэнк с напарником следует за Людвигом к верхнему ярусу стадиона и стреляет в него из запонки с парализующим веществом, которую Дребину выдал Олсен. Тот падает вниз, после чего Людвига переезжает автобус и каток, в то время как марширующий оркестр наступает на принадлежащее Людвигу устройство звуковой сигнализации. Загипнотизированная Джейн пытается убить Фрэнка из оружия Людвига, но Фрэнк ломает её гипнотическое состояние, выражая свои чувства и вручив девушке обручальное кольцо. Фрэнк и Джейн встречают мэра Баркли, которая восстанавливает Фрэнка на службе в полиции, а выздоравливающий Нордберг поздравляет его. Фильм заканчивается падением Нордберга с инвалидной коляски, которая скатывается по лестнице стадиона из-за того, что ее нечаянно толкнул Дребин.

## В ролях
- Лесли Нильсен — лейтенант Фрэнк Дребин
- Джордж Кеннеди — капитан Эд Хокен
- Присцилла Пресли — Джейн Спенсер
- О. Джей Симпсон — Нордберг
- Кокборн Дик — напарник Фрэнка
- Рикардо Монтальбан — Винсент Людвиг
- Нэнси Маршан — мэр Баркли
- «Странный Эл» Янкович — камео
- Эд Уильямс — Тэд Олсон
- Рей Берк — Папшмир
- Жанетта Чарльз — королева Елизавета II
- Дэвид Кац — Ясир Арафат
- Роберт Люан — Муаммар Каддафи
- Чарльз Жерарди — Хомейни
- Принс Хьюгс — Иди Амин
- Дэвид Ллойд Остин — Михаил Горбачёв
- Бринк Стивенс — брюнетка в душе (в титрах не указана)

## Следующие фильмы трилогии
В 1991 году в прокат под тэглайном «Фрэнк Дребин вернулся. Просто смиритесь» вышла вторая часть трилогии — «Голый пистолет 2½: Запах страха» того же режиссёра Дэвида Цукера, в 1994-м на экранах появилась заключительная картина — «Голый пистолет 33⅓: Последний выпад» режиссёра Питера Сигала (режиссёр предыдущих двух лент Дэвид Цукер выступил сценаристом и продюсером). Во всех трех фильмах в главной роли лейтенанта Фрэнка Дребина снимался Лесли Нильсен.